# یغیساپت آخاشیان
یغیساپت خاچاطوری آخاشیان (ارمنی: Եղիսաբեթ Խաչատուրի Ախաշյան؛  ۱۵ سپتامبر ۱۸۶۸ – ۱۹ ژانویهٔ ۱۹۵۱) یک بازیگر اهل ارمنستان بود. وی بین سال‌های ۱۸۸۵ تا - میلادی فعالیت می‌کرد.

## زندگی‌نامه
وی در ۱۵ سپتامبر ۱۸۶۸ در استاوروپول به دنیا آمد. وی در تئاتر مالی فعالیت می‌کرد.  وی در ۱۹ ژانویه ۱۹۵۱ در سن ۸۲ سالگی در باکو درگذشت.

## گزیده تئاترشناسی
از تئاترهایی که وی در آن نقش داشته است می‌توان به آثار زیر اشاره کرد.
| نقش          | نقش به ارمنی | نویسنده            | عنوان            | عنوان به ارمنی     |
| ------------ | ------------ | ------------------ | ---------------- | ------------------ |
| آنانی        | Անանի        | گابریل سوندوکیان   | یک قربانی دیگر   | «Էլի մեկ զոհ»      |
| کروچینینا    | Կրուչինինա   | آلکساندر آستروفسکی | گناهکاران بی‌گناه | «Անմեղ մեղավորներ» |
| لیدی میلفورد | Լեդի Միլֆորդ | فریدریش شیلر       | نیرنگ و عشق      | «Սեր և խարդավանք»  |
| مادلن        | Մադլեն       | Ռ. Դոնչետտիի       | فرزند            | «Զավակ»            |